# Concert spirituel (organisation de concerts)
Pour les articles homonymes, voir Concert spirituel (homonymie).
Le Concert spirituel est une organisation de concerts inaugurée à Paris le 17 mars 1725. L'institution perdura soixante-six ans, jusqu'en 1790, au début de la Révolution française et marqua le monde musical par ses innovations et la qualité de ses productions.

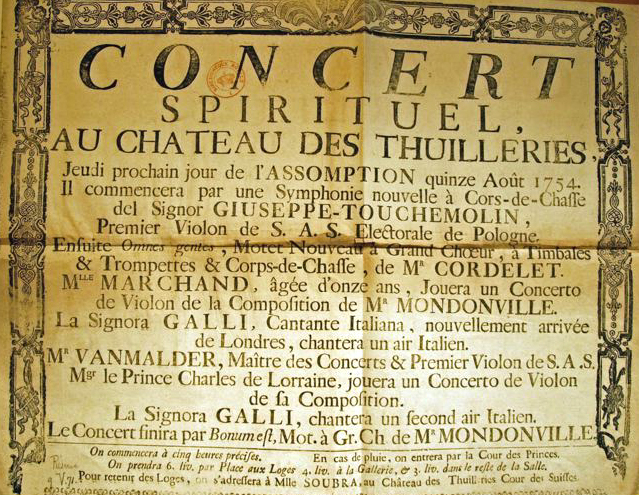
Affiche du Concert spirituel du 15 août 1754.

## Organisation
Les concerts spirituels sont de tradition ancienne. Le nouveau Concert spirituel est fondé par Anne Danican Philidor (1681-1728), hautboïste à la Chapelle royale, compositeur d'« airs de danse pour les ballets de cour ». Auparavant, il était difficile d'organiser des concerts publics à Paris à cause du privilège accordé à l'Académie royale de Musique, nom donné à l'Opéra de Paris. Deux conditions étaient nécessaires : s'assurer de la neutralité du genre et héritier de Lully, à l'Académie royale de Musique ; et présenter son entreprise comme un divertissement édifiant.
La première condition fut arrangée moyennant finance : le Concert Spirituel devait payer une forte indemnité à l'Académie royale de Musique (10 000 livres pendant trois ans) ; et la seconde par le calendrier. Les concerts devaient avoir lieu les jours où l'Opéra ne jouait pas, en raison des fêtes catholiques, soit moins de trente concerts par an. Interdiction était faite de chanter des extraits d'opéra et des morceaux sur des paroles en français.
Philidor était associé à Michel Delannoy dans l'organisation des concerts. Après la démission de Philidor, quelques mois avant sa mort, en 1728, le privilège du Concert Spirituel est accordé à Delannoy, Pierre Simart et Jean-Joseph Mouret. Avec leur administration, le caractère des concerts change un peu : les Italiens sont en vogue et la musique instrumentale prend plus d'importance.

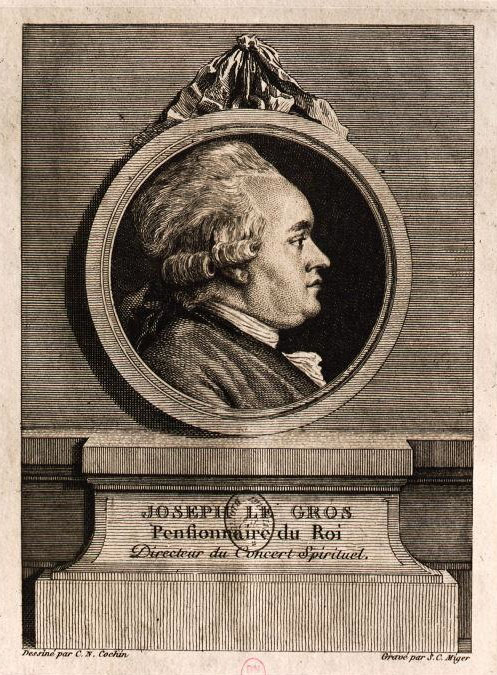
Joseph Le Gros
« Directeur du Concert Spirituel »
Dessiné par Charles-Nicolas Cochin

En 1731, ils passent un nouvel accord avec l'Académie royale de Musique. Toutefois, le Concert spirituel connaît de nombreuses difficultés, notamment financières, en raison de l'augmentation de la redevance due à l'Opéra portée à 12 000 livres. Le Concert Spirituel est alors repris directement, le 25 décembre 1734, par l'Académie royale de Musique, la direction musicale étant confiée à Jean-Ferry Rebel ou son fils François. Il restera géré par cette institution jusqu'en 1741, et même, d'après l'hypothèse la plus vraisemblable, jusqu'en 1748. Les programmes réservent toujours la place à un motet, mais la musique instrumentale, notamment pour violon, y est favorisée de façon croissante.
En 1748, le Concert Spirituel se retrouve de nouveau concédé, cette fois à Joseph Nicolas Pancrace Royer, associé à Gabriel Capperan. En 1761, le privilège de Royer et Capperan est révoqué, au profit d'une nouvelle association regroupant Antoine Dauvergne, Capperan et Joliveau. 
Le Concert Spirituel est confié en 1771 à la ville de Paris, qui le concède à son tour à Dauvergne et Pierre Montan-Berton. Cependant, dès 1773, il est transféré à Simon Le Duc et François-Joseph Gossec. Enfin, en 1777, c'est le chanteur Joseph Legros qui a repris le Concert Spirituel. 
La Révolution, avec la fin du privilège, plus de facto que de jure, voit la fin du Concert Spirituel. Le dernier concert a sans doute eu lieu le 11 mars 1790, mais aucun document ne mentionne la fin officielle de l'institution. 
Cependant, la réputation du Concert Spirituel était si forte que d'autres organisateurs ont prétendu donner des concerts spirituels. L'expression est alors devenue plus abstraite et générique. Elle a relancé ainsi l'idée de concert spirituel comme forme particulière de concert. Cette tradition a été particulièrement vigoureuse dans la première moitié du XIXe siècle. D'ailleurs, inspirées par cette association, plusieurs académies ont été organisées. Il s'agit de celles de Marseille, Lyon, Bordeaux, Nantes, Lille, Strasbourg, et même de celle de Vienne en 1772, Tonkünstler.
À Paris, l'Empire emprunte parfois le nom de Concert Spirituel, notamment en 1805. Sous la Restauration, des concerts étaient donnés sous ce nom, à l'époque de la semaine sainte. Dès la fondation de l'Orchestre de la Société des concerts du Conservatoire en 1828, ils sont un élément régulier et pendant tout le XIXe siècle.

## Répertoires et artistes
En vertu de l'accord passé avec l'Académie royale de musique, le Concert Spirituel ne pouvait donner ni œuvres vocales en français, ni surtout des opéras du répertoire. Le Concert Spirituel faisait donc entendre d'une part de la musique sacrée en latin, justifiée en outre par les périodes où il se déroulait, d'autre part de la musique italienne. Toutefois, à la suite d'un nouvel accord avec l'Académie royale de musique, Philidor a obtenu dès 1727, d'organiser des concerts comprenant aussi des pièces en français, notamment des Divertissements. 

### Musique vocale
Si l'objectif de Philidor était modeste, il est assez étonnant que les exécutions du Concert Spirituel aient provoqué le déclin de la musique à la chapelle du château de Versailles, et même celui de l'église. En effet, cette association était aussi l'enceinte de prédilection pour le grand motet, auquel l'école française de composition doit une bonne partie de sa réputation. Dans les programmes, on trouve tous les meilleurs musiciens de l'époque et leurs prédécesseurs, : Nicolas Bernier, Campra, Clérambault, Couperin, François Colin de Blamont, Desmarest, Charles-Hubert Gervais, Philidor lui-même, ainsi que Jean-Baptiste Lully, Jean Gilles, Michel-Richard de Lalande. Néanmoins, il est vrai que certains n'ont pas pu profiter du Concert. Ainsi, le motet de Rameau, In convertendo, difficile à comprendre, n'y a été exécuté que trois fois. Le Mercure de France, lors de la présentation de la semaine sainte de 1751, rend compte qu'il fut assez froidement accueilli ; peut-être en raison du style vieilli, l'œuvre ayant été composée quarante ans plus tôt. L'association a accueilli Jean-Jacques Rousseau avec son motet Salve Regina en 1753. Mais dès 1767, ce philosophe et musicien cherchait ailleurs pour ses œuvres.
Pour ses dernières années, les oratorios avaient tendance à remplacer les grands motets. Ainsi, La Nativité de François-Joseph Gossec y a connu un succès considérable.

### Musique instrumentale
Par ailleurs, le Concert Spirituel a permis de faire entendre de la musique instrumentale. D'abord la symphonie naissante : dès 1748 sont présentés les  maîtres allemands et autrichiens : Stamitz, Hasse, Wagenseil ; les musiciens italiens : Geminiani, Alberti, Ruggi qui inspirent les français, tels Guillemain, Blainville, Jean-François Rameau et Gossec. Ensuite, les concertos qui sollicitaient la participation de nombreux virtuoses. Entre autres, se sont produits Jean-Marie Leclair, Rebel, Boismortier, Francœur, Dornel et Pierre Baillot qui s'est fait connaître au Concert Spirituel. 
Il est normal que le compositeur préféré fût Jean-Joseph Cassanéa de Mondonville, avec 510 exécutions jusqu'à sa mort en 1772, car il était lui-même directeur du Concert spirituel. Puis, les concerts des œuvres de Michel-Richard Delalande, en dépit de sa mort en 1726, comptent 421 fois en 45 ans. Notamment, avant que Mondonville y arrive, « les œuvres de Delalande règnent sans partage ».   
Le Concert Spirituel a permis également à certains compositeurs étrangers de voir leurs œuvres jouées à Paris, en particulier Antonio Rosetti ou Joseph Haydn dont plusieurs symphonies et le Stabat Mater ont connu un fort succès.
La technique du violon a aussi été à l'honneur : Mondonville y a inventé les harmoniques, le staccato codifié et épuré par Leclair, le jeu jusqu'à la 9e et 11e positions par Francœur, les accords sur deux cordes par Duval et Senaillé. Parmi les virtuoses figuraient également Jean-Baptiste Anet, un élève de Corelli et Jean-Pierre Guignon surnommé « Roi des violons », spécialisé dans les sonates et concerto de Vivaldi et grand rival de Leclair.

### Programme du premier concert
Le concert inaugural eut lieu le dimanche des Rameaux, le 18 mars 1725, dans la salle des Suisses du Palais des Tuileries. Le programme était constitué des œuvres en latin de Michel-Richard de Lalande, ainsi que des pièces instrumentales – selon le premier accord avec l'Académie. 
- Michel-Richard de Lalande : Suite d'airs de violon, La Grande pièce royale (deuxième Fantaisie ou Caprice que le Roy demandoit souvent, S.161)[19], motet Confitebor (S.56)[20].
- Arcangelo Corelli : Concert pour la nuit de Noël (Concerto grosso op.6, no 8 en sol mineur)
- Michel-Richard de Lalande : motet Cantate Domino (S.72)[20].

## Lieux des concerts
Par faveur de Louis XV, les concerts avaient lieu au palais des Tuileries, dans la grande salle dite Salon des Suisses. En 1748, à l'occasion du renouvellement de la concession, la salle de concerts fait l'objet d'une nouvelle décoration. 
À partir d'avril 1784, le Concert Spirituel s'est déplacé dans une autre salle du palais des Tuileries, appelée salle des machines. À partir de 1788, la salle des machines a été partagée avec le Théâtre italien dit « de Monsieur ».

## Mercure de France
Après chaque concert, le Mercure de France rendait compte des œuvres (sans préciser chaque fois le titre exact) et des compositeurs nouveaux, tant français qu'étrangers qui se produisaient au Concert Spirituel.
À l'époque du Concert Spirituel, il existait deux autres séries de concerts d'abonnements : les Concerts Français (1727–1733) et les Concerts Italiens. Ces derniers avaient lieu aux Tuileries les jeudis et samedis et produisaient exclusivement la musique de compositeurs italiens, sauf quelques Français qui avaient effectué le voyage. Quant aux Concerts Français, créés par Philidor six mois avant la démission de son poste à la direction du Concert Spirituel, toujours aux Tuileries, ils avaient lieu les samedis et dimanches matin, pendant l'hiver. Le programme était constitué de cantates et divertissements français, avec deux des meilleurs chanteuses de l'Opéra : Catherine-Nicole Le Maure et Marie Antier.

### Thèses
- Olivier Morand, Les Derniers Feux des concerts spirituels parisiens (1816-1831) (2002)[22]
- Joann Élart, Musiciens et répertoires de concert en France à la fin de l'Ancien Régime, thèse de doctorat dir. Patrick Taïeb, université de Rouen, 2005 (OCLC 494053537)

### Articles
- Cahusac, Rousseau, L’Encyclopédie, 1re éd., t. Tome 3 (lire sur Wikisource), p. 803-804.
- Jean-François Marmontel, « Concert Spirituel » dans l'Encyclopédie ou Dictionnaire raisonné des sciences, des arts et des métiers (Supplément II, 1776-1777)
- Jean Gallois, « Le Concert Spirituel », Symphonia, Paris, no 23,‎ 1997, p. 7-9 (ISSN 1272-5765)